# Pterolophia humeralis
Pterolophia humeralis är en skalbaggsart som beskrevs av Stefan von Breuning 1940. Pterolophia humeralis ingår i släktet Pterolophia och familjen långhorningar. Inga underarter finns listade i Catalogue of Life.